# Chlorovirus ATCV-1
Chlorella-Virus ATCV-1 (englisch Chlorella virus ATCV-1, Acanthocystis turfacea chlorella virus 1, ATCV-1; Spezies Chlorovirus heliozoae (früher Chlorovirus ATCV-1)) ist großes Doppelstrang-DNA-Viren in der Familie Phycodnaviridae (Klasse Nucleocytoviricota, NCLDV).
Der natürliche Wirt von ATCV-1 ist Chlorella heliozoae (Gattung Chlorella).
Diese Chlorella-Wirte (Chlorellen) leben normalerweise als Symbionten in dem Heliozoon Acanthocystis turfacea, woher der Name der Virusart stammt. Obwohl der ausgeschriebene Name dies nahelegen könnte, ist ATCV-1 kein A. turfacea infizierendes Virus, sondern nur ein A. turfacea assoziiertes Virus.
An der Spezies Chlorella variabilis kann ATCV-1 jedoch weder anhaften noch diese infizieren.

## Infektion bei Säugern
DNA von ATCV-1 wurde aus den Schleimhäuten der Nasen von Menschen isoliert. Sowohl bei Menschen als auch bei Mäusen war das Vorhandensein von ATCV-1 auf der Rachenschleimhaut mit schwachen Ergebnissen in Tests der kognitiven und motorischen Fähigkeiten verbunden.
Die intrakranielle Injektion (Injektion in den Schädel) des gereinigten Algenvirus ATCV-1 führt bei Mäusen über die Induktion von Entzündungsfaktoren zu lang anhaltenden kognitiven und verhaltensbezogenen Effekten.